# Sceliphron
Sceliphron är ett släkte av bin. Sceliphron ingår i familjen grävsteklar.

## Bildgalleri

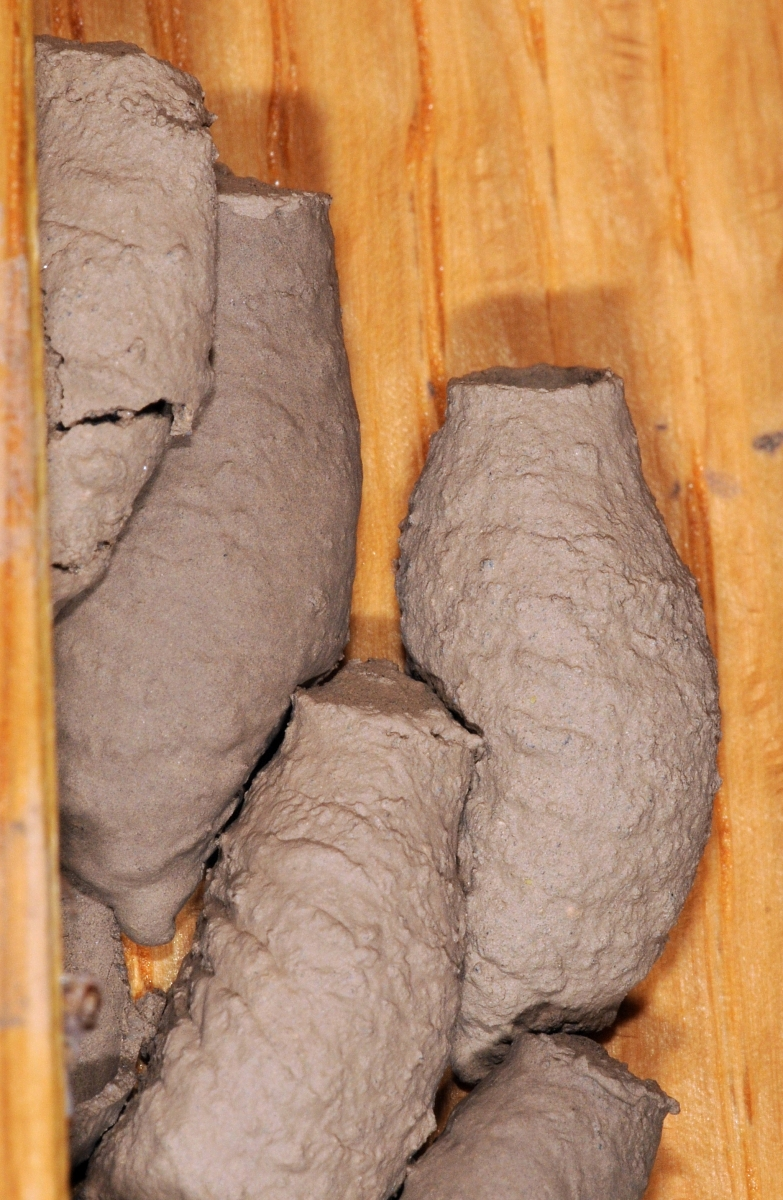
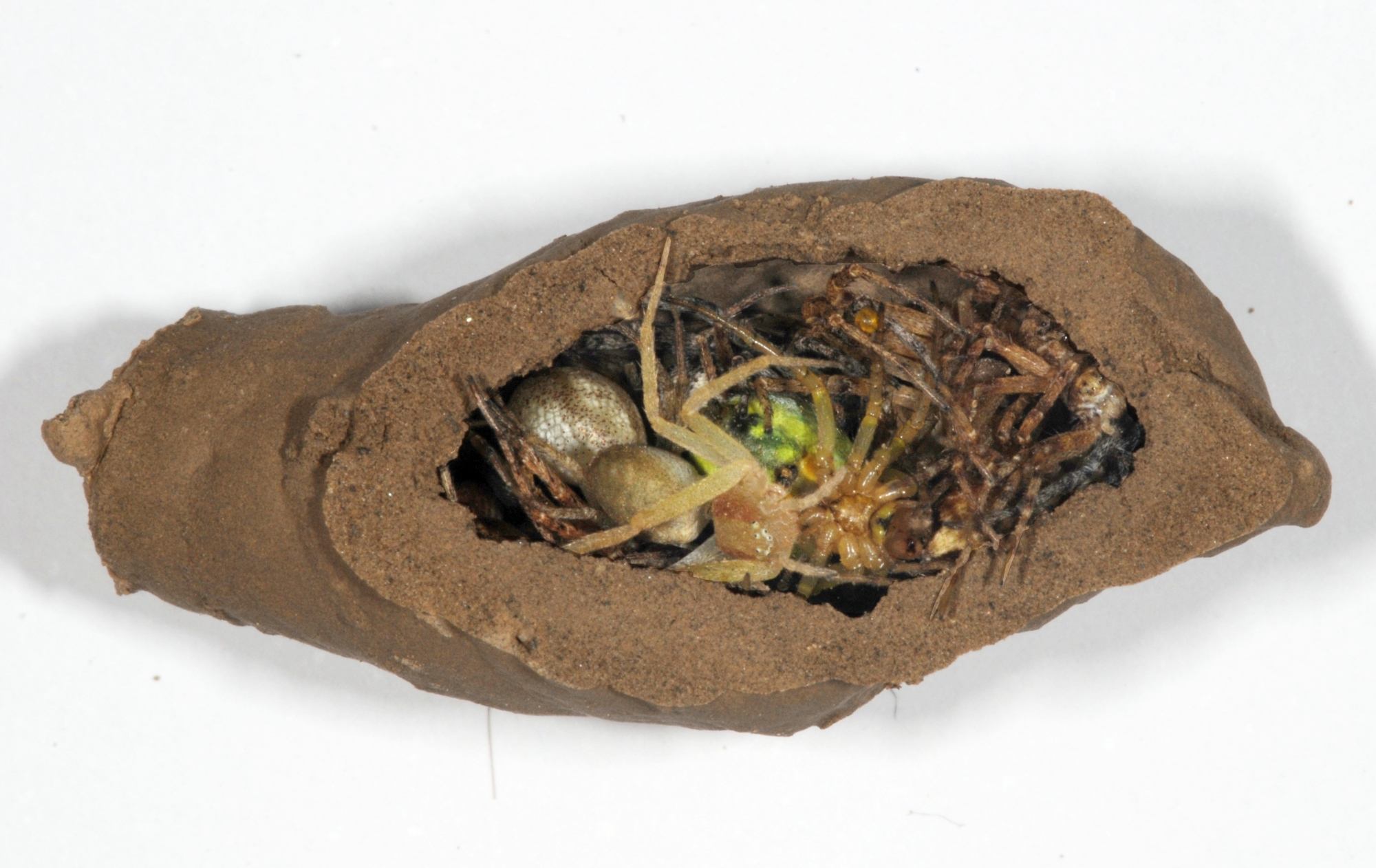
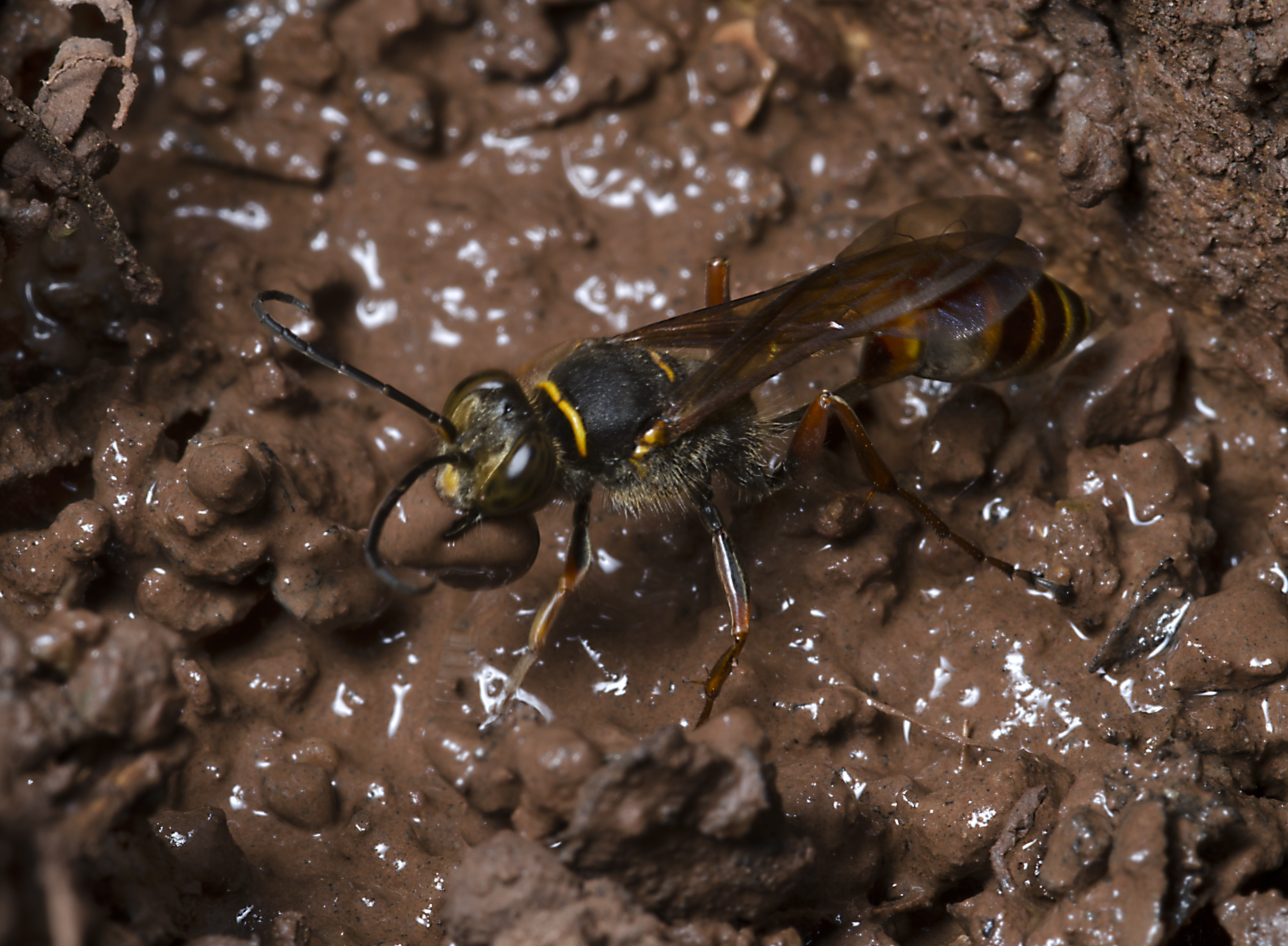
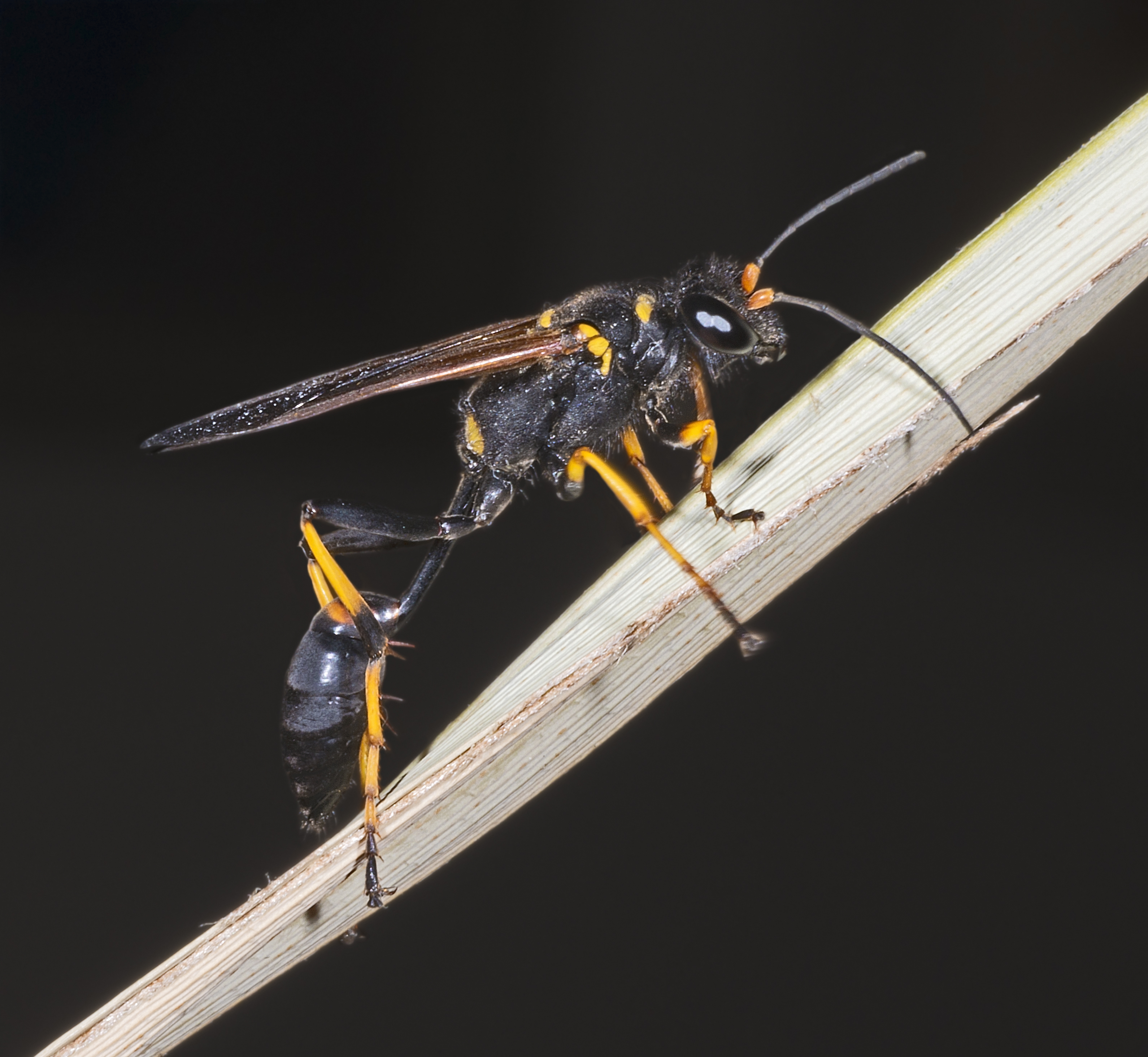
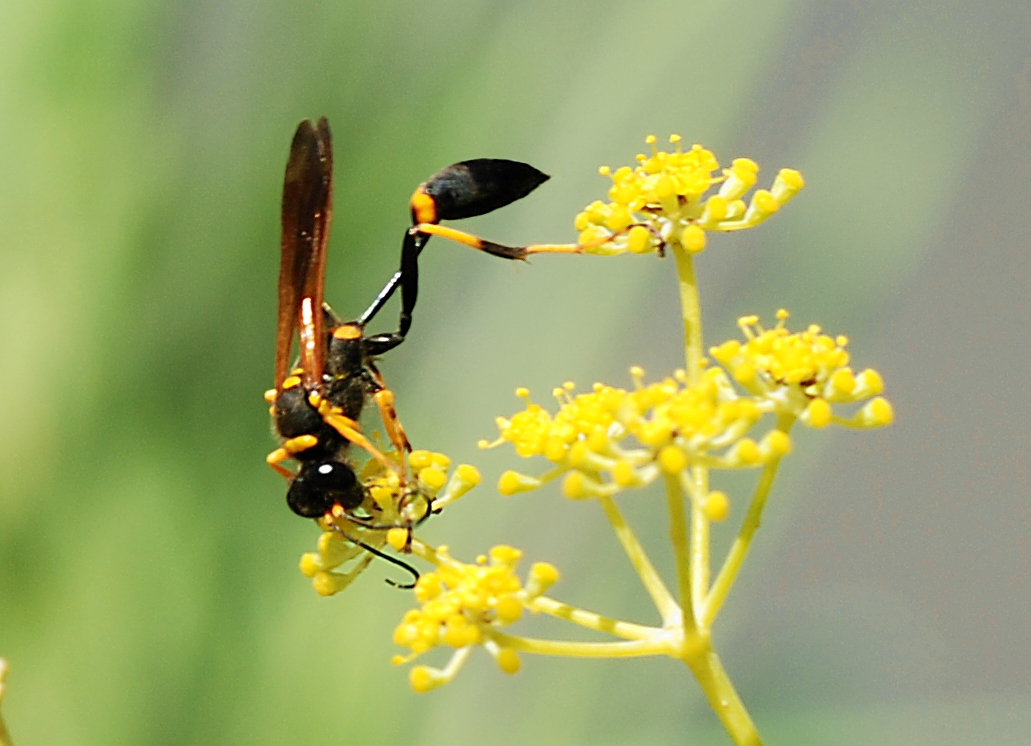
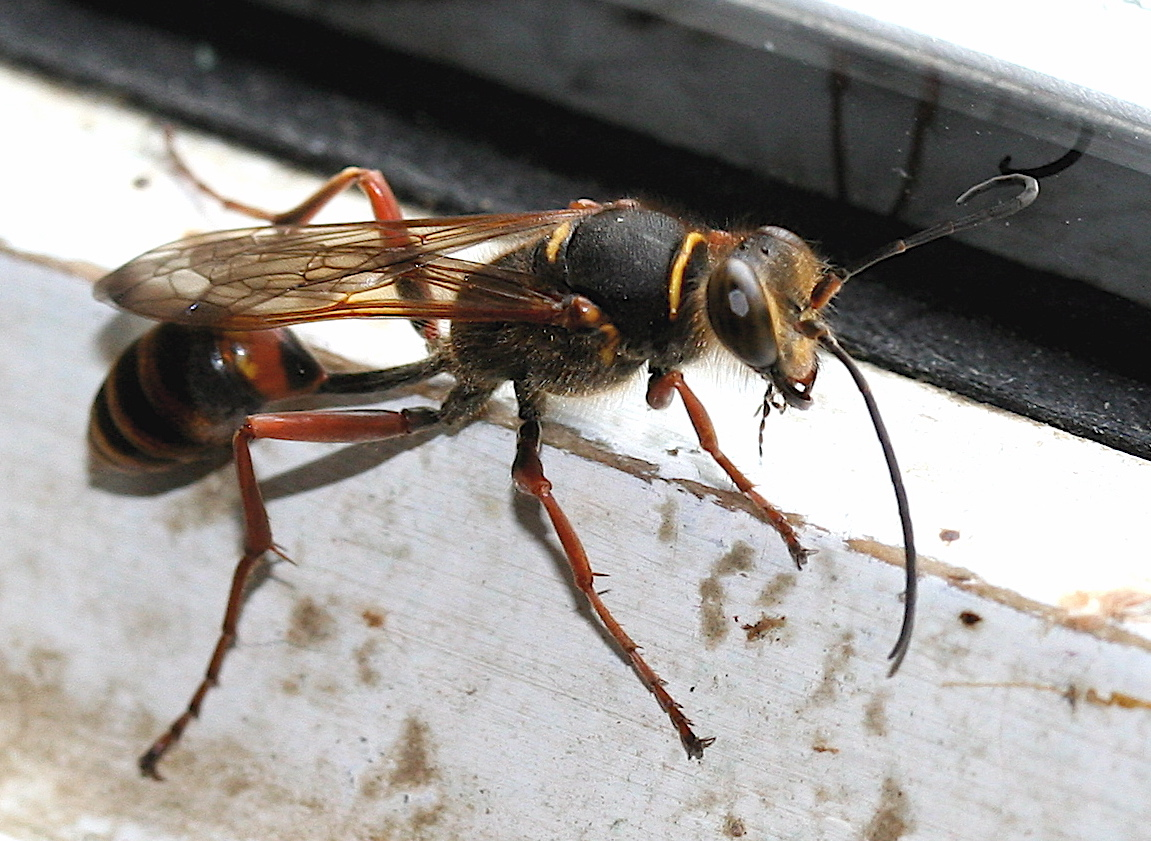

## Dottertaxa tillSceliphron, i alfabetisk ordning[1]
- Sceliphron arabs
- Sceliphron argentifrons
- Sceliphron asiaticum
- Sceliphron assimile
- Sceliphron aterrimus
- Sceliphron caementarium
- Sceliphron coromandelicum
- Sceliphron curvatum
- Sceliphron deforme
- Sceliphron destillatorium
- Sceliphron fasciatum
- Sceliphron fervens
- Sceliphron fistularium
- Sceliphron formosum
- Sceliphron fossuliferum
- Sceliphron funestum
- Sceliphron fuscum
- Sceliphron intrudens
- Sceliphron isaaci
- Sceliphron jamaicense
- Sceliphron javanum
- Sceliphron laetum
- Sceliphron leptogaster
- Sceliphron madraspatanum
- Sceliphron murarium
- Sceliphron neobilineatum
- Sceliphron paraintrudens
- Sceliphron pietschmanni
- Sceliphron quartinae
- Sceliphron rectum
- Sceliphron rufopictum
- Sceliphron seistaniensis
- Sceliphron shestakovi
- Sceliphron spirifex
- Sceliphron unifasciatum